# Colton (Staffordshire)
Pour les articles homonymes, voir Colton.
Colton est un village et une paroisse civile du Staffordshire, en Angleterre.